# The incredible world of the Herb Spectacles
The incredible world of the Herb Spectacles is het debuutalbum van The Herb Spectacles uit 2003.

## Opnamen
The Herb Spectacles werden opgericht in 1999 door Marcel Kruup, Maarten Heijblok en Frank Sloos, die net hun surfband The Treble Spankers ten onder hadden zien gaan aan de RSI-klachten van hun gitarist Phantom Frank. Samen met Gijs Levelt van de Amsterdam Klezmer Band en enkele muzikanten, die zij verzamelden met advertenties in huis-aan-huisbladen, werkten zij aan eigen materiaal. Al na enkele weken repeteerden hadden zij hun eerste optredens en in 2000 werd de band uitgenodigd voor Lowlands In 2002 begon de band met het opnemen van hun debuutalbum, drummer Sloos had zijn plaats ondertussen al afgestaan aan Philip ten Bosch.
Op 23 juni 2003 kwam de plaat The incredible world of the Herb Spectacles uit op Excelsior Recordings. Het album bevatte een mix van eigen nummers, speciaal voor de band geschreven materiaal, en een aantal obscure en minder obscure covers. Alle nummers werden gespeeld in de mariachistijl. Een drietal nummers werd geschreven door Don van Dongen, bekend van Speed 78, met wie Kruup begin jaren '90 had gespeeld in de band the Hangouts.  Het nummer Off and running was afkomstig van de soundtrack van The Man from U.N.C.L.E.. Van het album werden geen singles uitgegeven.

## Muzikanten
- Marcel Kruup - gitaar
- Vincent van Els - marimba, vibrafoon, timpani
- Gijs Levelt - trompet
- Markward J. Smit - trompet
- Maarten Heijblok - basgitaar
- Ron van der Flier - percussie
- Philip ten Bosch - drums

### Gastmuzikanten
- Ruby Ruijter - zang
- "The Black Albino" - parlando
- Rob Ruijter - gitaar en basgitaar
- Don van Dongen - akoestische gitaar
- Theo van Kampen - harmonica
- Rinus Groeneveld - saxofoon

## Tracklist
1. Groovin' herbs (Van Els)
2. One two three (Madara/White/Borisoff)
3. Sottopassaggio (Van Dongen)
4. Cristal de bohemia (Sainz)
5. Gamba sagrada (Sloos)
6. The little house (Levelt)
7. Off and running (Drasnin)
8. La luna ti guardera (Van Dongen)
9. Hilo de seda (Sainz)
10. Memories of Madrid (Lake)
11. Gray's papaya (Levelt)
12. I'm an old cowhand (Mercer)
13. The Word (Lennon/McCartney)
14. And many others (Van Dongen)
15. Ricky tick (Salter)